# Спортивный комплекс «Олеаи»
Спортивный комплекс «Олеаи» (англ. Oleai Sports Complex) — главный легкоатлетический стадион Северных Марианских Островов. Размещён на Сайпане, столице Содружества.
На стадионе проходят соревнования по лёгкой атлетике и разыгрываются большинство матчей чемпионата Северных Марианских Островов по футболу.
Вместимость трибун — 2 000 зрителей.